# Collema fragile
Collema fragile är en lavart som beskrevs av Taylor. Collema fragile ingår i släktet Collema och familjen Collemataceae.   Inga underarter finns listade i Catalogue of Life.